# Carl von Basedow

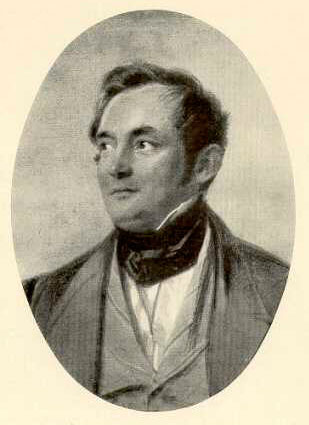
Carl Adolph von Basedow

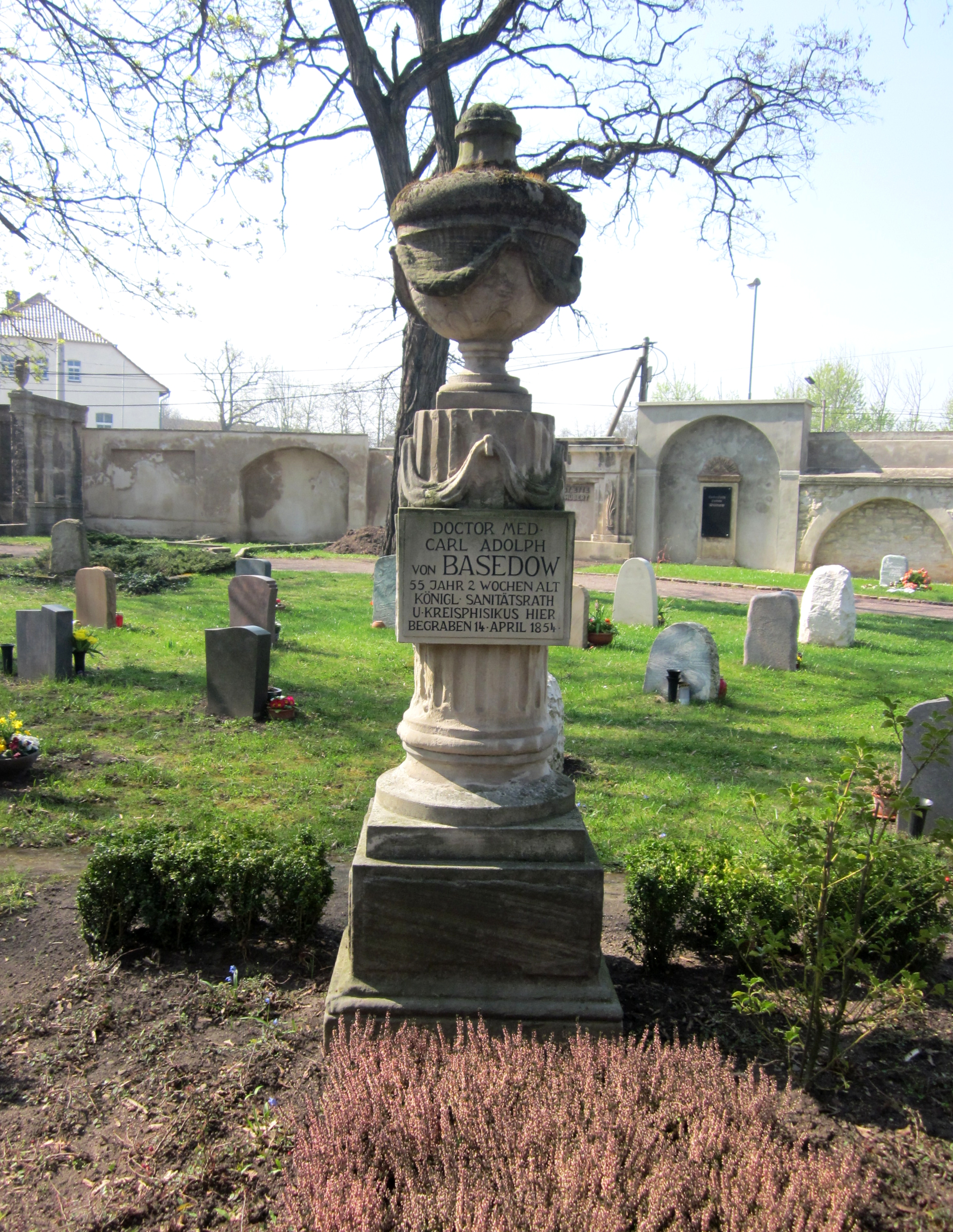
Grabstele für Basedow, um 1905, Merseburg, Stadtfriedhof St. Maximi (Merseburg)

Carl Adolph von Basedow oder Karl Adolf von Basedow (* 28. März 1799 in Dessau, Fürstentum Anhalt-Dessau; † 11. April 1854 in Merseburg, Provinz Sachsen) war ein deutscher Arzt, der als Hausarzt und Kreisphysikus in Merseburg tätig war.

## Leben
Basedow ist ein Enkel des Pädagogen Johann Bernhard Basedow und Sohn des anhalt-dessauischen Regierungskonsistorialpräsidenten Ludwig von Basedow. Seine Mutter Johanna Krüger (1776–1837) war die Tochter des Forstmeisters Krüger. Sein Bruder war Friedrich von Basedow.
C. v. Basedow legte am Gymnasium in Dessau sein Abitur ab und studierte anschließend von 1819 bis 1821 Medizin an der Universität Halle. Dort wurde er Mitglied des Corps Pomerania. Er wurde 1821 von Johann Friedrich Meckel dem Jüngeren mit einer Arbeit zu einer neuen Amputationsmethode am Unterschenkel (Commentationes in novam amputationis cruris panniculatae encheiresin) promoviert. 1821 bis 1822 hospitierte er an der Pariser Charité bei Roux, Dupyutren und Boyer. 1822 erhielt er seine Approbation.
1822 heiratete Basedow Friederike Louise Scheuffelhuth. Zusammen hatten sie drei Töchter und einen Sohn, wobei die jüngste Tochter bereits im Alter von sechs Monaten starb.
Ab 1822 praktizierte Basedow als Hausarzt in Merseburg. Er beteiligte sich unter Hintanstellung seiner eigenen Gesundheit bei der Bekämpfung von Choleraepidemien in Magdeburg und Merseburg. 1834 legte er erfolgreich die Prüfung zur Führung eines Physikats ab und erfüllte das Amt bis an sein Lebensende. 1838 wurde der Familie der Adelstitel vom Preußischen König wieder zuerkannt. Basedow wurde 1842 zum Königlichen Sanitätsrat ernannt, 1848 wurde er Kreisphysikus in Merseburg.
Er war ein in der Hygiene und Gesundheitsvorsorge sehr engagierter Arzt, der sich z. B. für das Verbot arsenhaltiger Farben wie Schweinfurter Grün einsetzte. Er entwickelte einen „Krankenmeldezettel“, wies Trinkwasseruntersuchungen an und verordnete Luft- und Lichttherapien, zu denen er Patienten in Kurorte verschickte.
Als Erster im deutschen Sprachraum beschrieb er 1840 die später nach ihm benannte Basedowsche Krankheit, eine Überfunktion der Schilddrüse. Insgesamt veröffentlichte er etwa 60 wissenschaftliche Publikationen.
Carl von Basedow starb an einer septischen Infektion mit Fleckfieber, die er sich bei einer Obduktion zugezogen hatte.

## Ehrungen
Nach Basedow ist seit 1957 das Carl-von-Basedow-Klinikum Saalekreis GmbH in Merseburg und in Querfurt benannt, das als Akademisches Lehrkrankenhaus der Martin-Luther-Universität Halle-Wittenberg fungiert.
In Merseburg ist eine Straße nach Basedow benannt. Die gleichnamigen Straßen in Dresden, Hamburg, Leipzig, Magdeburg und München erinnern hingegen an Basedows Großvater, den Pädagogen Johann Bernhard Basedow.
Die Stadt Merseburg begeht 2022 ein Basedow-Jahr im Gedenken an seine Niederlassung dort vor 200 Jahren. 